# Vitaliano Brancati
Vitaliano Brancati (* 24. Juli 1907 in Pachino; † 25. September 1954 in Turin) war ein italienischer Schriftsteller.

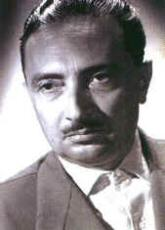
Vitaliano Brancati

Nach Schule und Ausbildung wirkte Brancati mehrere Jahre als Oberschullehrer in Catania und Rom. Um das Jahr 1933 erlebte er eine persönliche ideologische Krise unter dem Einfluss des Faschismus, die er jedoch überwand und nach 1945 in eine humoristische und moralistische Kritik des faschistischen Systems einmünden ließ. Nach dem Ende des Zweiten Weltkriegs arbeitete er als freiberuflicher Schriftsteller. Er verfasste mehrere zeitkritische Romane, Erzählungen und Dramen, in deren Mittelpunkt er immer wieder den sizilianischen Mann stellte. Dabei thematisierte er besonders die für die Provinz charakteristischen Befangenheiten und erotischen Zwangsvorstellungen. Charakteristisch für Brancatis Werke ist ein gleichermaßen liberaler wie individualistischer Standpunkt in der Betrachtung der Welt.

## Werke
- 1928 Fedor. Poema drammatico
- 1931 Everest. Mito in un atto
- 1932 Il viaggiatore dello sleeping n.7 era forse Dio?
- 1932 L'amico del vincitore
- 1932 Piave. Dramma in quattro atti
- 1934 Singolare avventura di viaggio
- 1938 Sogno di un valzer
  - Walzertraum: Erzählungen, dt. von Linde Birk; Diogenes Verlag, Zürich 1990, ISBN 3-257-01840-1.
- 1938 In cerca di un sì
- 1938 Questo matrimonio si deve fare
- 1941 Don Giovanni in Sicilia
  - Don Giovanni in Sizilien, dt. von Hans Hinterhäuser; Zettner, Würzburg; Wien 1958.
- 1941 Gli anni perduti
  - Leonardos Freude, dt. von Jürgen Bauer; Diogenes Verlag, Zürich 1989, ISBN 3-257-01828-2.
- 1942 Le trombe di Eustachio
- 1943 I piaceri. Parole all'orecchio
- 1943 Don Giovanni involontario, commedia in tre atti
- 1945 Il vecchio con gli stivali
  - Der Alte mit den Stiefeln: Erzählungen, dt. von Helmut Mennicken; Diogenes Verlag, Zürich 1991, ISBN 3-257-01872-X.
- 1946 I fascisti invecchiano
- 1949 Il bell’Antonio
  - Bell´Antonio, dt. von Arianna Giachi und Hanna Kiel; Fischer Bücherei, Frankfurt am Main; Hamburg 1961. (ab 1985 Schöner Antonio, ab 1989 Der schöne Antonio)
- 1952 Le due dittature
- 1952 Ritorno alla censura
- 1952 La governante. Commedia in tre atti
- 1955 Paolo il caldo
  - Paolo, der Heissblütige, dt. von Arianna Giachi; Walter Verlag, Olten; Freiburg im Breisgau 1963.

## Verfilmungen
Drehbuch
- 1942: Eifersucht (Gelosia)
- 1951: Räuber und Gendarm (Guardie e ladri)
- 1952: Andere Zeiten (Altri tempi)
- 1952: Wo ist die Freiheit? (Dov’è la libertà?)
- 1954: Kanaille von Catania (L'arte di arrangiarsi)
- 1954: Liebe ist stärker (Viaggio in Italia)
- 1954: So geht’s im Leben (Questo è la vita)

Literarische Vorlage
- 1960: Bel Antonio (Il bell’Antonio)
- 1973: Paolo – der Heiße (Paolo il caldo)